# SV Sturm Lauenburg
Der SV Sturm 1919 Lauenburg war ein deutscher Sportverein aus dem im heutigen Polen gelegenen Lauenburg in Pommern.

## Geschichte
Der Verein wurde 1919 gegründet und spielte unter dem Baltischen Rasen- und Wintersport-Verband in der Bezirksliga Stolp/Lauenburg des Bezirkes Pommern, später des Bezirkes Grenzmark. 1921/22 gewann Lauenburg die Bezirksliga und qualifizierte sich somit für die Pommersche Fußballendrunde, bei der Lauenburg im Viertelfinale, nach einer 1:2-Niederlage gegen den FC Viktoria Schneidemühl, ausschied. 1923/24 wurde erneut die Bezirksliga Stolp/Lauenburg gewonnen. In der anschließenden Fußballendrunde von Pommern zog Lauenburg dank eines Freiloses kampflos ins Halbfinale ein. Dieses Halbfinale ging gegen den späteren pommerschen Fußballmeister Stettiner SC deutlich mit 0:6 verloren. 1931 und 1933 gelang erneut der Sieg in der Bezirksliga Stolp/Lauenburg. Bei den anschließenden Endrunden war Sturm Lauenburg jedoch chancenlos.
Durch den Sieg in der Bezirksliga Stolp/Lauenburg 1932/33 qualifizierte sich Lauenburg für die 1933 neu geschaffene erstklassige Gauliga Pommern. Diese Liga konnte vier Spielzeiten gehalten werden, durch einen sechsten Platz in der Gruppe Ost der Gauliga Pommern 1936/37 musste Sturm Lauenburg in die zweitklassige Bezirksliga absteigen. Der Wiederaufstieg gelang zur Saison 1939/40, doch bereits während der Saison zog sich Sturm Lauenburg aus unbekannten Gründen zurück.
Nach dem Zweiten Weltkrieg wurde das zum Deutschen Reich gehörende Lauenburg unter polnische Verwaltung gestellt. Der SV Sturm Lauenburg wurde – wie alle übrigen deutschen Vereine und Einrichtungen – zwangsaufgelöst.

## Erfolge
- Sieger Bezirksliga Stolp/Lauenburg: 1922, 1924, 1931, 1933
- 5 Spielzeiten in der Gauliga Pommern: 1933/34, 1934/35, 1935/36, 1936/37, 1939/40